# 庞营乡
庞营乡，是中华人民共和国安徽省阜阳市临泉县曾經下辖的一个已撤銷的乡镇级行政单位。2016年10月25日，庞营乡被撤銷，庞营乡所辖的行政区域划归鲖城镇管辖。